# Endre Adi
Endre Adi (мађ. Ady András Endre 22. novembar 1877, Ermindsent, danas Adifalva, Rumunija – 27. januar 1919, Budimpešta - Terezvaroš), pravnik, novinar, najznačajniji i najslobodniji lik modernog mađarskog pesništva. Njegova poezija je obuhvatala glavne segmente ljudskog postojanja. Bio je veliki patriota, voleo je kako svoju zemlju, tako i celu Evropu. Svoje pesme je posvetio osnovnim izrazima ljudskog postojanja, slobodi, jednakosti, veri, kao i prolaznim aspektima pisanja pesama.

## Biografija
Adi je potomak stare erdeljske plemićke porodice. Buntovnički temperament ga vuče iz malograđanske letargije, i 1904. odlazi u Pariz, gde ga novi život menja, preobražava, izgrađuje njegov pesnički dar.
Uj Versek (Nove pesme), štampane 1905, izazivaju uzbunu u mađarskoj javnosti. Odišu revolucionarnim duhom i radikalnim političkim shvatanjem velike borbe. Potom je je svaka njegova pesma i svako njegovo novo delo događaj!
Od svih mađarskih pisaca najviše spominjan i najviše napadan. Pobedila je ipak spoznaja njegove vrednosti i Ady postaje najznačajnijim pesnik modernog mađarskog pesništva. Najviše efekta imaju političke pesme pune tragičnih vizija mađarskog naroda, koji pred mrakom svoje epohe srlja u bunu i u njoj propada.
Napadao je posebnom snagom političara Ištvana Tisu i njegovu politiku.
Refren njegovog celokupnog pesništva su čežnja, patnja i misao o smrti.
U poslednjoj knjizi A halottak elen (Na čelu povorke mrtvih), 1918, otkriva divlje dubine i govori u dubokoj rezignaciji o mrtvačkom pokrovu i seni rata, koja preti njegovom narodu.
Imao je ogroman uticaj na mađarsku javnost, a njegovi su stihovi postali jednom od osnova novog mađarskog shvatanja života. 12 knjiga pesama daju mađarskom čoveku širok i jedinstven pogled na svet i borbu ljudske snage sa životom za nove ideale.
Reči su mu sugestivne, jezik mu zvuči duboko i lično, misli izvorne i pune žara.
Smatra se da osim Šandora Petefija nema premca. Adi je ne samo najkrupnija pojava mađarske književnosti 20. veka, već i jedan od velikana u modernom svetskom pesništvu.
Prevodili su ga Danilo Kiš i Miroslav Krleža.
Osnovna škola u Malom Iđošu nosi njegovo ime.